# Jacek Dehnel

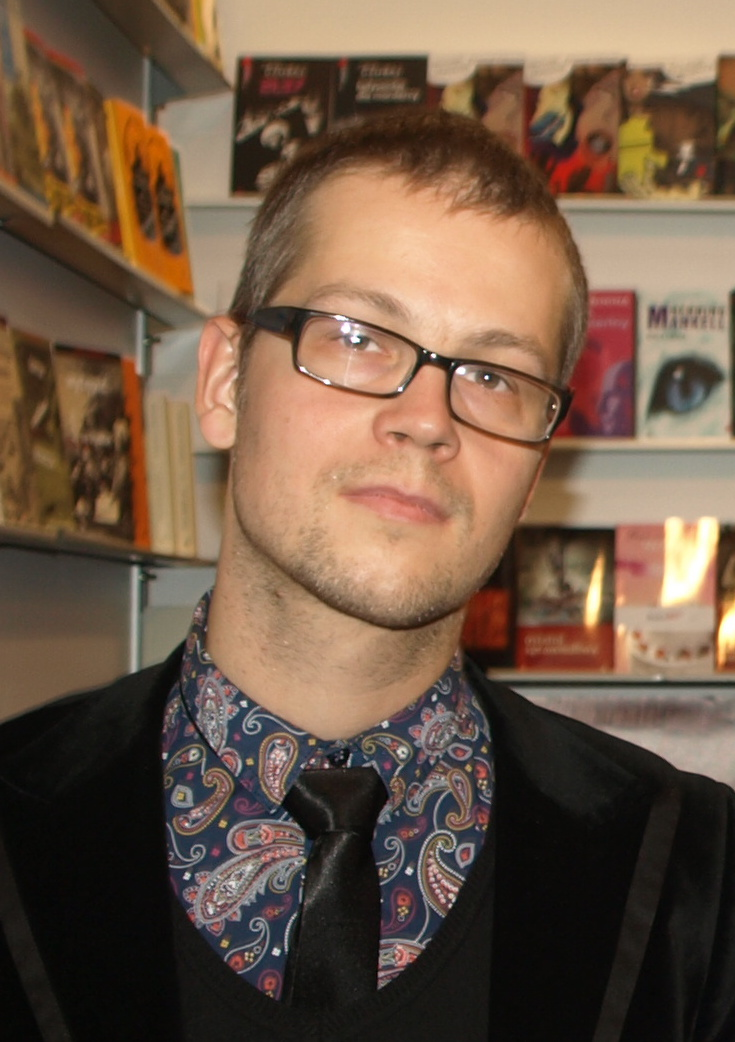
Jacek Dehnel (2011)

Jacek Maria Dehnel (* 1. Mai 1980 in Danzig) ist ein polnischer Schriftsteller, Übersetzer und Maler.

## Leben
Jacek Dehnel besuchte das Stefan-Żeromski-Gymnasium in Oliwa und studierte danach in Warschau Polnische Sprache und Literatur. Er siedelte nach Warschau über, um als Lyriker, Prosaist, Übersetzer und Maler zu arbeiten. Mit seinem Roman Lala (2006) wurde er dank der Übersetzungen einem internationalen Publikum bekannt.
2005 erhielt Dehnel den Kościelski-Preis und 2007 den Paszport Polityki des polnischen Wochenmagazins Polityka. 2010 wurde sein Gedichtband Ekran kontrolny (Kontrollbildschirm) für die bedeutendste literarische Auszeichnung in Polen, den Nike-Literaturpreis nominiert.
Renate Schmidgall hat Werke von Dehnel ins Deutsche übersetzt.
Dehnel ist bekennender Homosexueller. Wegen der Gesellschaftspolitik der nationalpopulistischen Partei PiS, namentlich der Diskriminierung von LGBT-Personen, siedelte er 2019 gemeinsam mit seinem Ehemann nach Berlin über. 2024 kehrten beide nach Warschau zurück, verbunden mit einer Kritik an der Lebensrealität in Deutschland.

## Werke

### Lyrik
- Żywoty równoległe. 2004
- Wyprawa na południe. 2005
- Wiersze. 2006
- Brzytwa okamgnienia. 2007
- Ekran kontrolny. 2009
- Rubryki strat i zysków. 2011
- Języki obce. 2013 (nominiert für den Wisława-Szymborska-Preis 2014)

### Prosa
- Kolekcja, 1999
- Lala, 2006
  - deutsch: Lala. Aus dem Polnischen von Renate Schmidgall. Rowohlt Berlin, Berlin 2008, ISBN 978-3-871-34591-3
  - englisch: Lala. Translated by Antonia Lloyd-Jones. Oneworld Publications, London 2018, ISBN 978-1-78607357-0[3]
- Rynek w Smyrnie, 2007
- Balzakiana, 2008
- Fotoplastikon, 2009
- Saturn. Czarne obrazy z życia mężczyzn z rodziny Goya, 2011
  - deutsch: Saturn. Schwarze Bilder der Familie Goya. Aus dem Polnischen von Renate Schmidgall. Hanser-Verlag, München 2013, ISBN 978-3-446-24328-6[4]
- Kosmografia, czyli trzydzieści apokryfów tułaczych, 2012
- Młodszy księgowy. O książkach, czytaniu i pisaniu, 2013

### Übersetzungen ins Polnische
- Philip Larkin: Zebrane, 2008
- Kārlis Vērdiņš: Niosłem ci kanapeczkę, 2009[5]
- Edmund White: Hotel de Dream, 2012 (mit Piotr Tarczyński)
- Francis Scott Fitzgerald: Wielki Gatsby, 2013

### Drehbücher
- Loving Vincent, 2017